# Ripley : Les Aventuriers de l'étrange
Pour les articles homonymes, voir Ripley.
Ripley : Les Aventuriers de l'étrange est une série télévisée d'animation amerique en 26 épisodes de 24 minutes, réalisée par François Brisson, produite par Paws, Inc. et diffusée à partir du 5 septembre 1998 sur Radio-Canada.

## Synopsis
Ripley est un aventurier prêt à traverser toute la planète pour résoudre un mystère ou, plus simplement, pour rencontrer des personnes aux coutumes différentes. Il part toujours dans l’aventure avec ses deux compagnons, Samantha journaliste et Cyril son assistant.

## Distribution (voix)[1]
- Ripley : Olivier Destrez
- Samantha : Marine Jolivet
- Cyril : Michel Dodane
- Decker : Mathieu Buscatto
- Un pirate des mers : Jean Roche
- Voix additionnelles :  Francine Lainé

## Épisodes
1. Les Poupées Daruma
2. Le Masque du guerrier Wattam
3. Un étrange détecteur de mensonges
4. La Malédiction du pharaon
5. Attention, vampire !
6. Le Crâne du lama
7. Le Manoir mystérieux
8. Le Masque d’or
9. L’Œuf d’un million d’années
10. Le Talisman d’Istanbul
11. Le Dieu de la pluie
12. Éternité à vendre
13. Nous survivrons dans l’ombre
14. Ça coule de source
15. La Berceuse du dragon
16. Pile je gagne, face tu perds
17. Les Feux de la rampe
18. Force 10
19. Des traces dans la neige
20. La Forêt cachée par les arbres
21. La Main de la providence
22. Fais confiance à ton rêve
23. À chacun sa revanche
24. Le Mauvais Œil
25. Le Dieu de la haine
26. Paix pour une princesse